# Nederland (Colorado)
Pour les articles homonymes, voir Nederland.
Nederland est une localité du comté de Boulder, dans l'État du Colorado aux États-Unis.
Successivement appelée Brownsville, Middle Boulder ou Tungsten Town, la ville est renommée Nederland (« Pays Bas ») par un syndicat hollandais qui y possédait des mines.

## Démographie
Selon le recensement de 2010, Nederland compte 1 445 habitants. La municipalité s'étend sur 1,58 milles carrés (4,09 km2), dont 0,07 milles carrés (0,18 km2) couverts d'eau.
| 1880 | 1910 | 1920 | 1930 | 1940 | 1950 |
| ---- | ---- | ---- | ---- | ---- | ---- |
| 279  | 446  | 291  | 285  | 384  | 266  |

| 1960 | 1970 | 1980  | 1990  | 2000  | 2010  |
| ---- | ---- | ----- | ----- | ----- | ----- |
| 272  | 492  | 1 212 | 1 099 | 1 394 | 1 445 |